# Kanton Massiac
Der Kanton Massiac war bis 2015 ein französischer Wahlkreis im Département Cantal und in der damaligen Region Auvergne. Er umfasste zwölf Gemeinden im Arrondissement Saint-Flour; sein Hauptort (frz.: chef-lieu) war Massiac. Die landesweiten Änderungen in der Zusammensetzung der Kantone brachten im März 2015 seine Auflösung. Vertreter im conseil général des Départements war zuletzt von 1988 bis 2015 Alain Marleix.

## Gemeinden
| Gemeinde             | Einwohner Jahr | Fläche km² | Bevölkerungsdichte | Code INSEE | Postleitzahl |
| -------------------- | -------------- | ---------- | ------------------ | ---------- | ------------ |
| Auriac-l’Église      | 173 (2013)     | 19,73      | 9 Einw./km²        | 15013      | 15500        |
| Bonnac               | 172 (2013)     | 22,60      | 8 Einw./km²        | 15022      | 15500        |
| Ferrières-Saint-Mary | 249 (2013)     | 19,17      | 13 Einw./km²       | 15069      | 15170        |
| La Chapelle-Laurent  | 319 (2013)     | 26,09      | 12 Einw./km²       | 15042      | 15500        |
| Laurie               | 103 (2013)     | 19,23      | 5 Einw./km²        | 15098      | 15500        |
| Leyvaux              | 37 (2013)      | 14,95      | 2 Einw./km²        | 15105      | 15450        |
| Massiac              | 1.764 (2013)   | 34,78      | 51 Einw./km²       | 15119      | 15500        |
| Molèdes              | 98 (2013)      | 22,38      | 4 Einw./km²        | 15126      | 15500        |
| Molompize            | 315 (2013)     | 17,12      | 18 Einw./km²       | 15127      | 15500        |
| Saint-Mary-le-Plain  | 154 (2013)     | 21,80      | 7 Einw./km²        | 15203      | 15500        |
| Saint-Poncy          | 334 (2013)     | 40,37      | 8 Einw./km²        | 15207      | 15500        |
| Valjouze             | 23 (2013)      | 3,05       | 8 Einw./km²        | 15247      | 15170        |